# Sphenoptera aradica
Sphenoptera aradica es una especie de escarabajo del género Sphenoptera, familia Buprestidae. Fue descrita científicamente por Niehuis en 2009.

## Distribución
Habita en la región paleártica.